# Gewone geurgroefbij
De gewone geurgroefbij (Lasioglossum calceatum) is een vliesvleugelig insect uit de familie Halictidae. De wetenschappelijke naam van de soort werd gepubliceerd in 1763 door Scopoli.